# منظمة الإدارة البحرية

شعار منظمة إدارة البحرية.

منظمة إدارة البحرية (بالإنجليزية:Marine Management Organisation) هي هيئة عامة غير إدارية تأسست عام 2010 في المملكة المتحدة أنشئت بموجب قانون الوصول البحري والساحلي 2009.

## روابط خارجية
الموقع الرسمي

‌